# Echelon (data)
Echelon är ett övervaknings-nätverk som gått från en konspirationsteori i slutet av 1990-talet till att 2011 bekräftas vara det största inhämtningsnätverk av IT-trafik som skapats. Echelon styrs främst av USA och Storbritannien, men det finns stationer i andra länder som Australien, Nya Zeeland och Kanada. Echelon kan fånga upp satellit- och radiosändningar, telefonsamtal, fax samt Internet-trafik inklusive e-post.

## Bakgrund

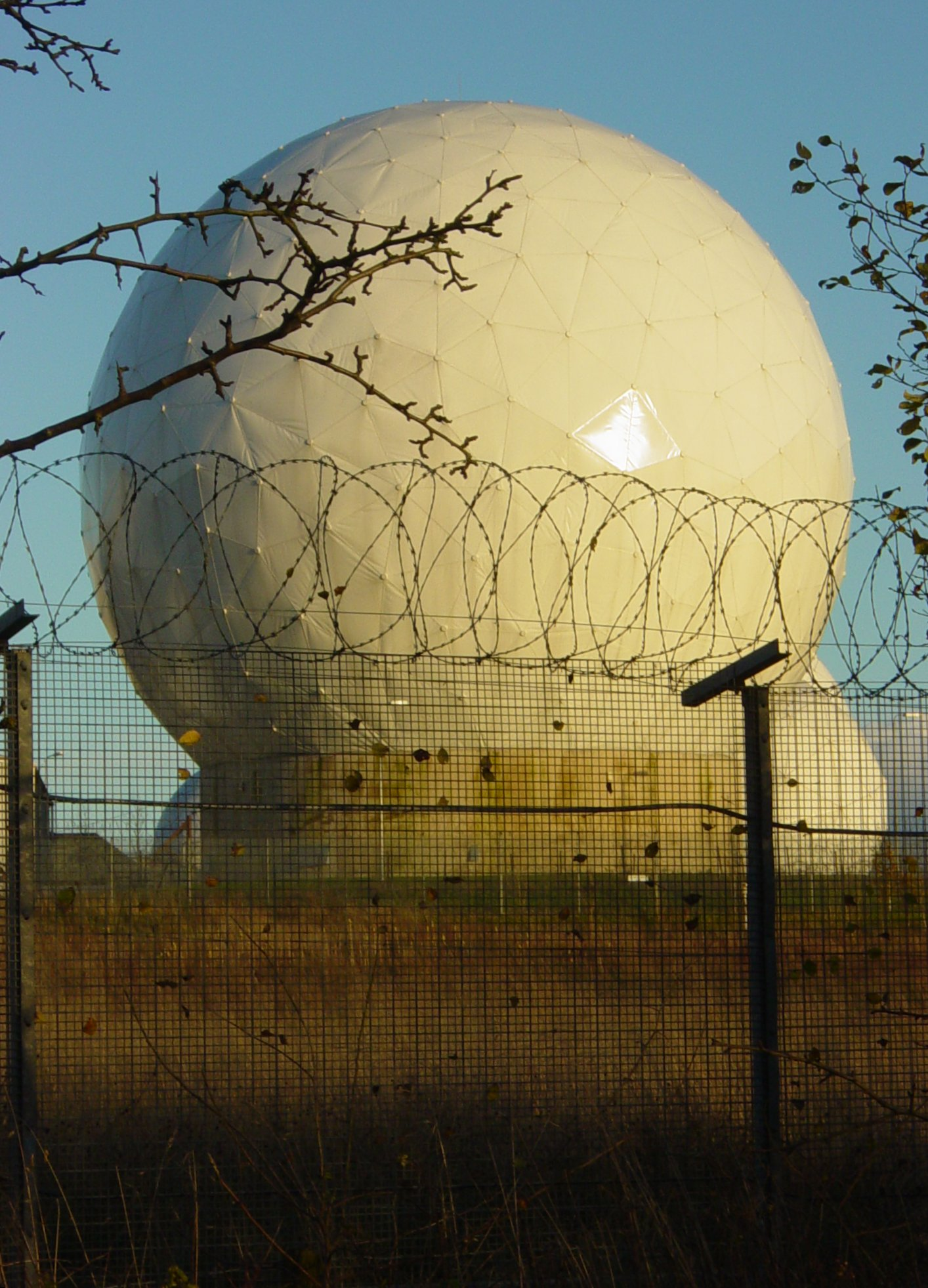
En antenn i Menwith Hill (UK), som enligt vissa källor kan användas för datainsamling.

Echelon ska ha bildats för att övervaka militära kommunikationer mellan Sovjetunionen och Öststaterna samt andra Sovjetallierade, men numera tror man att det används för att spåra terrorister och människor involverade i den svarta marknaden. Kritiker påstår att Echelon även används eller kan användas för industrispionage och övervakning av enskilda medborgare. USA har anklagats för industrispionage bland annat när det gäller en teknik för vindkraftverk framtagen av det tyska företaget Enercon samt talteknologi utvecklad av det numera nerlagda belgiska företaget Lernout & Hauspie.
Medlemmarna i nätverket medverkar i en allians som funnits sedan andra världskriget. Olika källor nämner att dessa medlemsstater har byggt systemet på ett sådant sätt att det kan fånga upp radio- och satellitsändningar, mobil- och mikrovågor samt fiberoptiska kommunikationer. Dessa kommunikationer blir i sin tur bearbetade av superdatorer som är programmerade att söka igenom all information efter adresser, ord, fraser eller individuella röster.
Varje medlem i nätverket har ett geografiskt ansvarsområde för informationsinsamling. Kanadas uppgift är att övervaka de norra delarna i forna Sovjet samt kommunikationer från ambassader runt om i världen. USA övervakar Sydamerika, Asien, öster om Uralbergen i Ryssland samt norra Kina. Storbritannien övervakar Europa och Ryssland väster om Uralbergen samt Afrika. Australien övervakar Indokina, Oceanien och södra Kina. Nya Zeeland övervakar västra delen av Stilla Havet.

### USA
USA:s National Security Agency, med högkvarter i Fort Meade strax utanför Washington, D.C., har en personal på 38 000 medarbetare. Dess budget sägs ligga runt 3,6 miljarder dollar. NSA:s budget är hemlighetsstämplad, men det är klart att den år 1972 låg på 65 miljoner dollar.

### Storbritannien
Storbritanniens motsvarighet, Government Communications Headquarters (GCHQ) har sitt kontor vid Cheltenham. Den får hjälp av mindre organisationer som förser den med kunskap och teknologi, till exempel Her Majesty's Government Communication Centre (HMGCC)).

### Kanada
Kanadas säkerhetsorganisation, Communications Security Establishment (CSE), är en systerorganisation till Canadian Department of National Defence (CDND). CSE har en personalstyrka om 890 personer och en årlig budget på 110 miljoner kanadensiska dollar. CSE:s huvudkvarter ligger i Sir Leonard Tilley-byggnaden på Heron Road i Ottawa i Ontario. Dess sambandscentral är stationerad i Leitrim, söder om Ottawa.

### Oceanien
Australien och Nya Zeeland har bekräftat att Echelon existerar, men utan att gå in på detaljer om dess förmåga eller vilka operationer som utförs. Även Nederländerna har bekräftat att nätverket existerar. Dessutom har före detta direktören för CIA, R. James Woolsey, erkänt att man använt Echelon för att få fram information om utländska företag, informationen som lämnats till amerikanska företag.

## Integritet
I maj 2001 fick Europaparlamentet en rapport om Echelon,  där man bland annat uppmanade europeiska invånare att använda kryptografi i sina kommunikationer för att skydda sitt privatliv. I Storbritannien införde myndigheterna Regulation of Investigatory Powers Act som gav dem möjlighet att få tillgång till kryptonycklarna utan att gå via en rättslig process. Som de facto-svar, i april 2004, beslöt EU att lägga elva miljoner euro på att utveckla ett säkert kommunikationssystem baserat på kvantkryptografi. Detta system, känt som Projekt SECOQC, är ett system som teoretiskt sett omöjligt kan knäckas av Echelon eller andra spionnätverk.

## Echelon i populärkultur
I fiktionen förekommer referenser till Echelon bland annat i filmen Echelon Conspiracy (2009) och i romaner som Echelon: Somebody’s Listening (2005) av Jack O’Neill, Echelon (2006) av Josh Conviser och The Echelon Vendetta (2008) av David Stone.
Även i filmen "The Bourne Ultimatum" (2007) refereras till Echelon. Echelon förekommer också Splinter Cell-spelen. Den amerikanska rapparen Angel Haze släppte år 2013 singeln Echelon (It's My Way).